# Аггштайн
Замок Аггшттейн (нем. Burgruine Aggstein) — замок-руина в Нижней Австрии, на правом берегу Дуная. Построен на скальном выступе, на высоте приблизительно в 300 метров над долиной реки, в округе Мельк региона Вахау. Возведён в XII столетии, в готическом стиле.

## История

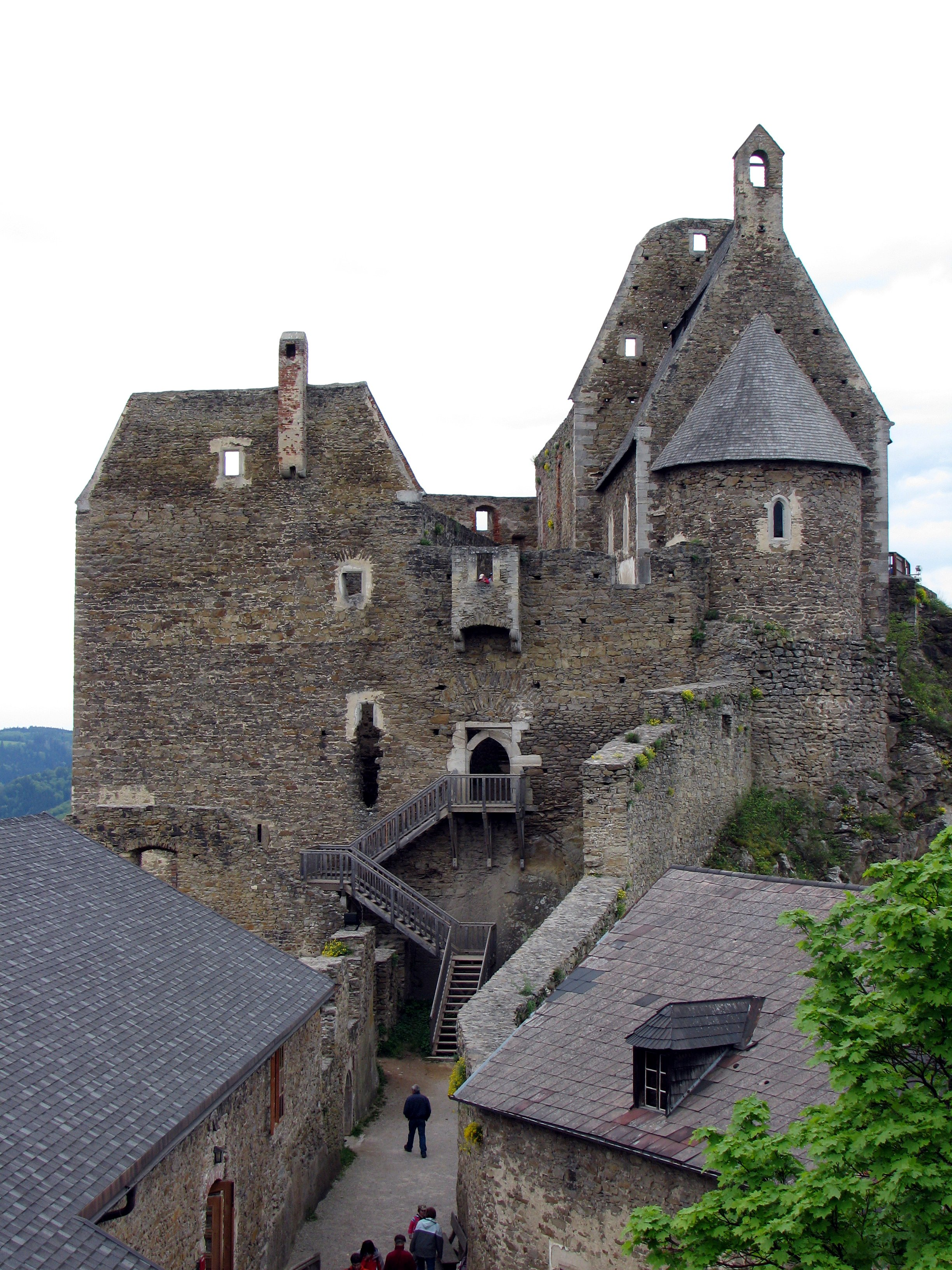
Центральная часть бурга Аггштейн

Основан Мангольдом III фон Аггштейном. В 1181 году переходит во владение рода Кюнрингов. В 1230—1231 годы, во время восстания баронов против верховной власти, был осаждён и взят войсками герцога Фридриха II Австрийского. В период продолжавшейся после смерти Фридриха II смуты Кюнринги не раз меняли сторону. После того, как Леутольд I фон Кюнринг-Дюрнштейн выступил против эрцгерцога Альбрехта I, в будущем императора Священной Римской империи, в 1295—1296 годы замок вновь был осаждён и занят войсками эрцгерцога. Последним владельцем Аггштейна из рода Кюнрингов был в 1348—1355 годы Леутольд II.
Позднее замок постепенно приходит в упадок. В 1429 году эрцгерцог Альбрехт II передаёт Аггштейн своему камергеру Йоргу Шенк фон Вальду. Последний восстанавливает полуразрушенное строение, надеясь с его помощью обеспечить безопасность путей по Дунаю. В 1438 году он получает право взимать пошлины с судов, плывущих вверх по Дунаю. В свою очередь он должен был обеспечивать работу «протяжки» судов против течения. Вместо этого со временем же Йорг превратился в рыцаря-разбойника, грабившего с особой жестокостью плывущие по реке корабли.
В 1463 году замок Аггштейн осаждён другим разбойничавшим в этой местности рыцарем, Георгом фон Штейном. Фон Штейн разгромил Йорга и удержал у себя замок как возмещение долгов, сделанных у него герцогом Альбрехтом II. В свою очередь в 1476 году у него замок Аггштейн отнимает барон Ульрих фон Гравенек, владевший им в 1476—1477 годы, однако затем вынужденный его вернуть герцогу Австрийскому Леопольду III. Эрцгерцог Леопольд III роскошно замок обставил и оставил его за собой. В 1529 году, во время нашествия турок на Европу и осады ими Вены, Аггштейн был сожжён османским войском, однако затем восстановлен и вооружён артиллерией.
В 1606 году замок Аггштейн приобретает фрейлина Анна фон Польхейм-и-Парц. После её смерти Аггштейн вновь приходит в упадок. В 1685 году он переходит к графу Эрнсту Рюдигеру фон Штархембергу. Его потомок, граф Людвиг Йозеф Грегор фон Штархемберг продаёт его в 1819 году графу Францу фон Берольдингеру. У рода Берольдингеров замок Аггштейн оставался до 1930 года, затем перешёл к графу Освальду фон Зейлерну. Его потомкам он ныне и принадлежит.
За всю историю существования замка Аггштейн он ни разу не был взят штурмом. К его падению приводили иные факторы и обстоятельства — например, голод среди осаждённых. Ныне замок-руина Аггшетйн является одной из наиболее посещаемых достопримечательностей Нижней Австрии (ежегодно сюда приезжает около 55 тысяч туристов).

## Легенды об Аггштейне

### Хадмар и железная цепь
Владелец Аггштейна Хадмар III фон Кюнринг перегораживал при помощи железной цепи Дунай и грабил суда, идущие вниз по реке. Когда об этом узнал эрцгерцог Фридрих, то он решил взять замок штурмом. Однако крепость оказалась неприступной. Тогда эрцгерцог пошёл на хитрость. Один из венских купцов, Рюдигер, уже не раз пострадавший от разбойников Хадмара, был отправлен в Регенсбург с поручением нанять там хорошо оснащённый к бою корабль. На нём сверху на палубе были выложены дорогие товары, а в трюме спрятаны вооружённые воины. Возле Аггштейна корабль был задержан. Узнав про богатства на его борту, на судно прибыл сам Хадмар. Только ступив на палубу, он был схвачен солдатами, корабль тут же снялся с якоря и отплыл в Вену, к эрцгерцогу. Оставшись без своего хозяина, вскоре и сам замок был занят людьми Фридриха. Эрцгерцог сохранил рыцарю-разбойнику жизнь и свободу при условии, что тот вернёт всё награбленное владельцам и возместит им их ущерб. Однако Хадмар, вскоре после всех этих событий, стал весьма религиозен и скончался во время паломничества близ города Пассау.

### Йорг Шенк фон Вальд и «садочек роз»
Разбойник Йорг Шенк фон Вальд держал своих пленников, пойманных им при грабительских набегах, на каменном выступе-плите, возвышавшемся как некий балкон возле стен замка Аггштейн. У несчастных был выбор — умереть от голода или попытаться спастись, спрыгнув с невероятно высокой скалы. Заключённые почему-то напоминали взиравшему на них из замка Йоргу садовые розы, видимо в насмешку. Сама же скала получила поэтому прозвание «садочек роз» (Rosengärtlein). Всё-таки дважды пленникам удавалось совершить побег, спрыгнув со скалы на кроны находившихся в отдалении деревьев. Легенда гласит, что после второго такого удавшегося спасения церковные колокола в долине Дуная зазвенели так громко, что кара Божья настигла злодея, Йорг сошёл с ума и, в результате, замок Аггштейн стал лёгкой добычей для войск рыцаря Георга фон Штейна.

## Интересные факты
- В ноябре 1938 года, после аншлюса Австрии, почтовое ведомство Германии выпустило благотворительную серию марок «Достопримечательности Остмарка», в том числе марку номиналом в 8+4 пфеннига с изображением руины Аггштейн.

- В ноябре 1973 года австрийская почта выпускает в серии «Ландшафты Австрии» почтовую марку достоинством в 5 шиллингов с изображением замка-руины Аггштейн.

- Известный австрийский альпинист XIX столетия Йозеф Киселак поднимался на отвесную скалу Аггштейна и оставил там свой росчерк. На эту тему написал поэму немецкий поэт Йозеф Виктор фон Шеффель.